# To Be Hero X
To Be Hero X è una serie originale donghua cinese-giapponese e la terza stagione del franchise antologico To Be Hero. Viene trasmesso su Fuji Television e altri canali a partire dal 6 aprile 2025. Una co-produzione tra BeDream, bilibili e Aniplex, la serie è stata realizzata dalla casa di produzione e dallo studio BeDream in collaborazione con tre studi di animazione, Pb Animation Co. Ltd., Studio LAN e Paper Plane Animation Studio. È diretto da Li Haolin, con musiche di Hiroyuki Sawano, Kohta Yamamoto, Hidefumi Kenmochi, Daiki, Shuhei Mutsuki, Hideyuki Fukasawa, Misaki Umase e Ryuichi Takada.
Sawano Hiroyuki canta la sigla di apertura della serie (in collaborazione con la cantante neolingua Rei), che si intitola INERTIA, mentre Senna Rin canta la sigla di chiusura della serie, che si intitola KONTINUUM.

## Trama
La storia di To Be Hero X è ambientata in un mondo in cui la "fede" trasforma le persone in supereroi, ovvero se le persone credono che qualcuno possa volare, allora quella persona acquisisce la capacità di volare. Al contrario, gli eroi perdono i loro poteri se le persone smettono di credere in loro. La fiducia che le persone ripongono negli eroi viene misurata e raccolta come dati, e gli eroi sono classificati in base alla fiducia che il pubblico ha in loro. Ogni due anni, i migliori eroi si riuniscono per competere in un torneo e le loro classifiche di fiducia vengono regolate di conseguenza. L'eroe numero uno in cima alla classifica è noto come "X".

## Personaggi
Nice (ナイス?, Naisu) / Lin Ling (林凌?, Lín Líng)
Doppiato da: Natsuki Hanae
L'eroe numero 10 in classifica e il personaggio centrale degli episodi 1~4. Sebbene pubblicamente noto come l'eroe "perfetto", in realtà è un impostore costretto ad assumere l'identità del vero Nice dopo che quest'ultimo si è suicidato a causa della pressione pubblica. Avendo sempre desiderato essere un eroe, ha assunto con successo il ruolo, ma non è riuscito a scrollarsi di dosso il senso di colpa per aver impersonato il vero Nice, arrivando persino a sviluppare una lieve crisi d'identità. Tuttavia, alla fine rimane fedele a se stesso, confessando pubblicamente la sua colpa e venendo perdonato, dopodiché sviluppa la sua identità da eroe. Come Nice, aveva molteplici superpoteri, tra cui: volare, super forza e una maggiore resistenza. Come eroe, ha dimostrato una forza potenziata.
E-Soul (魂電?, Tamashī den) / Yang Cheng (杨澄?, Yang Cheng)
Doppiato da: Nobunaga Shimazaki
L'eroe in nona categoria e il personaggio centrale degli episodi 5~7. Divenne inconsapevolmente il successore dell'originale E-Soul, un eroe leggendario che un tempo salvò il mondo intero, dopo aver salvato un bambino travestito da quest'ultimo, facendo sì che il pubblico gli riponesse la propria fede. Sfortunatamente, questo portò alla morte di uno dei suoi amici da parte dei suoi nuovi nemici, spingendolo a interrompere le sue relazioni rimanenti e ad assumere completamente la personalità di E-Soul uccidendo il suo predecessore in un duello. Possiede capacità elettrocinetiche che gli consentono di muoversi a velocità supersonica e di manipolare macchine con la mente.
Ahu (トラ?, Tora)
Doppiato da: Koichi Yamadera
L'eroe numero 8 in classifica e il personaggio principale dell'episodio 23. È un cane famoso che ha acquisito consapevolezza di sé grazie alla fede del pubblico, scegliendo di essere un eroe per il bene del suo giovane padrone. Ha la capacità di mutare forma.
Lucky Cyan (ラッキーシアン?, Rakkī Shian) / Cyan (青?, Qīng)
Doppiata da: Inori Minase
L'eroina di settima posizione e protagonista degli episodi 8-10. Orfana con una fortuna soprannaturale, è cresciuta sfruttata dagli altri per il suo dono, creando attorno a lei un seguito quasi da setta. Tuttavia, questo l'ha lasciata senza una propria identità, spingendola a fuggire e diventando infine una idol popolare. Combatte utilizzando la musica rafforzata dalla fede delle persone.
Loli (ロリ?, Luó Lì)
Doppiata da: Ayane Sakura
L'eroina numero 6 in classifica e il personaggio principale degli episodi 13~14. È un'ingegnera geniale che fin da bambina sognava di diventare un'eroina, ma non riusciva a trovare uno sponsor, cosa che la spinse a rendersi indipendente. Combatte utilizzando gadget da lei stessa progettati.
Little Johnny (大小强?, Dàxiǎo qiáng)
Doppiato da: Yoshitsugu Matsuoka
Gli eroi al quinto posto e i personaggi principali degli episodi 17-19, conosciuti individualmente come "Little Johnny" e "Big Johnny". Big Johnny è una simpatica mascotte, il cui proprietario è Little Johnny. Little Johnny possiede una forza maggiore, mentre Big Johnny può trasformarsi in un mostro, anche se quest'ultimo tende a perdere il controllo in questo stato.
Ghostblade (默杀?, Mò Shā)
Doppiato da: Yuichi Nakamura
L'eroe numero 4 in classifica e il personaggio centrale degli episodi 15-16. È stato cresciuto per diventare un killer addestrato, cosa che lo ha lasciato traumatizzato e incapace di sorridere. È un assassino molto abile che combatte con le lame.
Dragon Boy (梁龙?, Liáng Lóng)
Doppiato da: Koki Uchiyama
L'eroe numero 3 in classifica e il personaggio centrale degli episodi 21-22. È un delinquente che ama litigare. Possiede una forza aumentata e può assumere una forma più potente.
Queen (女王?, Nǚ Wáng)
Doppiata da: Kana Hanazawa
L'eroina numero 2 in classifica e il personaggio centrale degli episodi 11-12. Si impegna a diventare l'eroina numero 1 e ad abolire l'attuale sistema di Trust. Combatte utilizzando più lance, che può controllare telecineticamente.
X
Doppiato da: Mamoru Miyano
L'eroe più quotato e il personaggio centrale dell'episodio 24. Nonostante sia il numero 1, non è affiliato ad alcuna organizzazione e la sua vera identità è un mistero. In realtà, è solo un normale impiegato. Può manipolare lo spazio, che viene visualizzato nell'universo tramite il cambiamento dello stile dell'animazione.

## Episodi
Questa lista è suscettibile di variazioni e potrebbe essere incompleta o non aggiornata.

| Nº | Titolo italiano Giapponese 「Kanji」 - Rōmaji - Traduzione letterale | In onda        | In onda |
| Nº | Titolo italiano Giapponese 「Kanji」 - Rōmaji - Traduzione letterale | Giapponese     |         |
| 1  | Nice 「Nice」 – "Nice" | 6 aprile 2025  |         |
| 1  | Un uomo di nome Lin Ling è stato licenziato da un'agenzia pubblicitaria di eroi e sta per suicidarsi quando vede l'eroe noto come Nice scendere dallo stesso edificio. Anche la manager di Nice, Miss J, è testimone e fa rapire Ling per impedirgli di rivelarlo al pubblico. Miss J nota che Ling assomiglia molto a Nice e decide di farlo sembrare e comportarsi come lui, mentre viene pubblicato un articolo che afferma che è stato Ling a morire. Ling riesce a farcela piuttosto bene, al punto che il sistema Trust inizia persino a trasformarlo fisicamente in Nice e a dargli i suoi poteri. Presto Ling va in un talk show con la fidanzata di Nice, l'eroina Moon, gestito dall'eroe Enlightener. Enlightener cerca di smascherare Ling come un impostore, ma Ling lo contrasta a ogni occasione. Finché Enlightener non fa uscire allo scoperto il vecchio capo di Ling, che è stato potenziato dalla Paura. Ling è spaventato ma riesce a sconfiggere il suo ex capo. Ling va a dormire a casa di Nice ma trova Moon coperta di sangue. |                |         |
| 2  | Moon 「Moon」 – "Luna" | 13 aprile 2025 |         |
| 2  | Ling si sveglia e vede Moon correre su un tapis roulant. Pensando che vederla insanguinata fosse solo un brutto sogno. Tuttavia, Moon è molto più arrabbiata e fredda nei suoi confronti rispetto a ieri. Gli rivela di sapere che lui non è in realtà Nice e gli rivela inoltre che la relazione tra lei e Nice è stata inventata dalla compagnia fin dall'inizio. Moon è arrabbiata con Miss J e chiede di essere rescissa dal suo contratto. Tuttavia, Miss J afferma che hanno intenzione di farli sposare e li rinchiude nell'appartamento di Nice finché non saranno d'accordo. Ling scopre di più sulla vera Moon e decide di aiutarla a rescindere il contratto fingendo la sua morte. Inscenano una finta proposta di matrimonio e pianificano di farla aggredire dalla nemesi inventata da Nice, Wreck. Tuttavia, Wreck esce dal copione e chiede di sapere cosa è successo al vero Nice. Ling glielo racconta e Wreck si scatena. Un flashback mostra che Wreck e il vero Nice erano migliori amici che accettarono i loro ruoli di Eroe e Cattivo ma rimasero uniti. Finché la compagnia non tenne Nice lontano da Wreck. Ling ferma Wreck, ma Moon dice di essere stata colpita e di sanguinare, ma che si trattava di uno degli avanzi di Miss J. Ling saluta Moon mentre si teletrasporta su una spiaggia. Altrove, l'Illuminatore scopre la verità su Ling e viene avvicinato dall'Organizzazione Spotlight, che usa il potere della Paura per trasformarlo nel cattivo, God Eye. |                |         |
| 3  | L'eroe incrollabile 「不屈のヒーロー」 - Fukutsu no Hīrō – "L'eroe indomito" | 20 aprile 2025 |         |
| 3  | Miss J dice a Ling che Wolf Girl, la nemesi dell'eroe numero dieci Firm-Man, è stata avvistata e che lui deve fermarla per entrare nella Top Ten. Ling va al suo nascondiglio sotterraneo e trova un libro con i dettagli del suo piano. Scopre che Wolf Girl ha piazzato degli esplosivi sotto Hero Plaza e ha rivelato la posizione del suo nascondiglio per distrarre gli altri eroi. Le bombe esplodono facendo quasi cadere la statua di Firm-Man su un bambino, finché lui non la ferma. Wolf Girl cattura e minaccia il bambino, a meno che Firm-Man non lasci cadere la statua. Ling arriva e rivela che Wolf Girl è la prima bambina che Firm-Man abbia mai salvato. Il motivo delle sue azioni è che vuole che Firm-Man perda i suoi poteri, così che possa smettere di soffrire dell'effetto collaterale di non poter mai piegarsi. Firm-Man piange, il che gli toglie il potere di dover essere sempre fermo e in posizione eretta. La statua inizia a cadere, ma Ling la ferma e il suo Valore di Fiducia sale alle stelle mentre Miss J trasmette in diretta streaming le sue azioni, rendendolo il nuovo numero dieci. Ling incontra Firm-Man, ora in pensione, che gli conferma quanto dolore abbia dovuto sopportare a causa dei suoi poteri. Mentre Ling osserva il cielo, God Eye trasmette un messaggio che mostra di aver rapito Moon e di voler smascherare Ling. |                |         |
| 4  | The Commoner 「リン・リン」 - Rin Rin – "Ring Ring" | 27 aprile 2025 |         |
| 4  | Ling vuole salvare Moon, ma viene fermato da Miss J e dalla volontà del pubblico. Invece, il capo di Miss J invia l'eroe Blankster. Tuttavia, God Eye rivela il suo passato da pugile imbroglione, facendo crollare il suo valore di fiducia e sconfiggendolo. Gli scagnozzi di Miss J interrompono la trasmissione con lo stesso spot pubblicitario che Ling aveva girato il giorno del suo licenziamento. Questo spinge Ling ad andare contro la volontà del popolo, annullando i suoi poteri. Ling arriva e ammette a tutti la verità su Nice. Ling cerca di combattere God Eye, ma viene ripetutamente picchiato. Tuttavia, la determinazione di Ling e la sua dichiarazione d'amore verso Moon ispirano il pubblico, conferendogli il suo valore di fiducia e il potere della super forza, che usa per sconfiggere God Eye. Moon viene salvato, ma si scopre essere un impostore. In seguito, God Eye viene arrestato e Ling viene mostrato come il suo eroe, The Commoner. Ling usa la pistola teletrasportante di Moon per unirsi a lei sull'isola abbandonata che anche lei aveva teletrasportato. Solo per vederla morire in modo simile al suo incubo per mano di un assassino sconosciuto. |                |         |
| 5  | Un attore 「一人の役者」 - Hitori no yakusha – "Un attore" | 4 maggio 2025  |         |
| 5  | La storia ora si concentra su un ragazzo di nome Yang Cheng che ha perso i genitori in giovane età a causa dei ladri, ma è stato salvato dall'eroe E-Soul. Sedici anni dopo lavora come attore di E-Soul in un teatro per bambini. Viene assunto dalla sua cotta Xia Qing, che non conosce la sua vera identità, come intrattenitore personale per il suo fratellino Pomelo. I due legano davvero quando Pomelo lo aiuta a prepararsi per una gara per partecipare alla presentazione per l'anniversario dell'eroe E-Soul. Tuttavia, il suo valore di fiducia pari a zero lo porta a perdere. Ancora troppo spaventato per confessare i suoi sentimenti a Xia Qing e triste per la sua perdita, se ne va. Pomelo lo trova solo per essere rapito poco dopo. Cheng li insegue e fa schiantare il furgone del rapitore in un burrone. Viene picchiato selvaggiamente, ma colpisce i rapitori a causa dei cavi danneggiati nel suo costume. Vedere la determinazione di Cheng ispira Pomelo e gli concede il suo primo valore di fiducia, sbloccando poteri elettrici simili a quelli del vero E-Soul. Cheng accompagna Pomelo a casa e sta per presentarsi a Qing, ma invece arriva uno dei giudici della gara e dice che è lì per lui. |                |         |
| 6  | Due E-Soul 「二人の魂電」 - Futari no tamashī-den – "Le due anime" | 11 maggio 2025 |         |
| 6  | Dopo aver fatto controllare Pomelo, Chao dimostra che Cheng è diventato virale come New E-Soul. Chao diventa il suo manager e Cheng usa i suoi nuovi poteri per diventare un eroe ancora più popolare del vero E-Soul, con grande rabbia dei manager del vero E-Soul. Dopo che Chao mostra a Qing e Cheng il nuovo quartier generale che ha acquistato, Cheng viene arrestato dopo essere stato incastrato per essere dietro al rapimento di Pomelo. I manager del vero E-Soul cercano di convincere Cheng a smettere di farsi chiamare New E-Soul. Tuttavia, grazie a Chao e all'eroe Enlighter, viene scagionato da ogni accusa. Il giorno dopo, Cheng e Qing vanno a incontrare Chao al nuovo quartier generale solo per vederlo venire colpito da un aggressore che lo scambiava per New E-Soul. |                |         |
| 7  | Tre posti a sedere 「三人の席」 - San'nin no seki – "Tre posti" | 18 maggio 2025 |         |
| 7  | Cheng si incolpa per la morte di Chao, credendo che avrebbe potuto fermare l'assassino, ma ha esitato. Apprendendo da Enlighter che i colpevoli probabilmente hanno un potente benefattore, Cheng presume impulsivamente che si tratti di E-Soul e lo sfida pubblicamente a duello; E-Soul viene convinto ad accettare dal suo manager. Qing cerca ripetutamente di convincere Cheng a non combattere contro E-Soul, ma lui rifiuta, causando la caduta dei due. Durante il duello, Cheng lotta per sfondare la schermatura elettromagnetica di E-Soul. Tuttavia, Rock aiutò Cheng a escogitare un piano per far sì che E-Soul abbandonasse le sue difese: costringerlo a usare la sua mossa caratteristica, Lightning Slash. Con il Valore di Fiducia di E-Soul che crolla a causa di una campagna online avviata da Rock, il suo manager lo convince a usare Lightning Slash, ma Cheng lo contrasta con successo e successivamente uccide l'eroe. In seguito, Cheng diventa l'unico "E-Soul", assorbendo il Valore di Fiducia del suo predecessore e salendo alla posizione di eroe nono classificato, con Rock come suo manager, ignaro del fatto che Rock è la vera mente dietro il rapimento di Pomelo e l'assassinio di Chao, tutto per sostenere Cheng. |                |         |
| 8  | The Cyan Girl 「青色の少女」 - Aoiro no shōjo – "Ragazza blu" | 25 maggio 2025 |         |
| 8  | In seguito a un misterioso incidente aereo, il giornalista Liu Zhen indaga sull'accaduto e scopre che una bambina è miracolosamente sopravvissuta illesa. Sospettoso che nessun eroe sia intervenuto nell'incidente, Zhen porta via la bambina di nascosto, chiamandola Cyan, prima di lasciarla in un orfanotrofio gestito da un amico. Si scopre presto che Cyan possiede una fortuna sovrannaturale, che gli altri orfani, i custodi e alla fine persino il direttore iniziano a sfruttare. Di conseguenza, cinque anni dopo, l'orfanotrofio è diventato una setta incentrata su di lei. Tuttavia, questo lascia Cyan isolata dai suoi coetanei finché non incontra un nuovo ragazzo di nome Luo, che si dice porti sfortuna. Confidandogli il suo desiderio di essere "nella media", lui la aiuta a sentirsi normale e i due legano. Altri sei anni dopo, Cyan e Luo, ormai adulti, tentano di fuggire dall'orfanotrofio, ma vengono intercettati dal direttore, che rivela di essere un ex eroe fallito e intende crescere anche gli orfani per farli diventare eroi. |                |         |
| 9  | Una perdita e un guadagno 「喪失と獲得」 - Sōshitsu to kakutoku – "Perdita e guadagno" | 1º giugno 2025 |         |
| 9  | Nonostante i tentativi del direttore di fermarla, Cyan riesce a fuggire quando, per una combinazione tra la sua fortuna e la sfortuna di Luo, un camion si schianta contro l'orfanotrofio. Tuttavia, Luo rimane ferito e abbandonato. Con la fortuna ormai svanita a causa del crollo del suo Valore di Fiducia, Cyan diventa un'artista di strada per guadagnare denaro e permettersi le necessità, riuscendo finalmente a vivere una vita normale. Diventa presto famosa, i suoi poteri le tornano e viene contattata da DOS, un'organizzazione che sponsorizza eroi. Pur non essendo interessata a diventare un'eroina, Cyan accetta di essere reclutata a condizione che l'aiutino a salvare Luo. Due anni dopo, Cyan è diventata una cantante idol con il nome di "Lucky Cyan", con la gente che si rivolge a lei per la sua musica piuttosto che per la sua fortuna. Tornata all'orfanotrofio, Luo, imprigionato, viene a conoscenza della nuova vita di Cyan ed è felice per lei. Tuttavia, il direttore gli sussurra qualcosa all'orecchio, sconvolgendolo. Più tardi, tutti gli abitanti dell'orfanotrofio vengono visti trasformati in creature simili a zombie. |                |         |
| 10 | La verità nascosta dietro la fortuna 「幸運の真相」 - Kōun no shinsō – "La verità sulla fortuna" | 8 giugno 2025  |         |
| 10 | Cyan torna all'orfanotrofio per confermare le affermazioni di DOS sulla morte di Luo. Tuttavia, il direttore le intima di smettere di frequentarli per evitare che il suo passato venga svelato. Sfortunatamente, il pubblico viene a sapere che è sopravvissuta all'incidente aereo, diffondendo voci secondo cui la sua fortuna è arrivata a spese di altri. Mentre l'orfanotrofio diventa il centro della stampa negativa, la paura del pubblico trasforma gli abitanti in creature simili a zombi. In risposta, la collega di Cyan, la seconda eroina in classifica Queen, propone di svelare la verità dietro l'incidente usando il registratore di volo dell'aereo, che Zhen ha recuperato e affidato al direttore. Combattendo fino all'orfanotrofio, Cyan recupera il registratore dopo aver sconfitto gli abitanti zombificati. Tuttavia, viene attaccata da Luo zombificato, che rivela che i suoi genitori sono morti nell'incidente. Fortunatamente, Cyan rivela la verità riascoltando il registratore: la sua fortuna deriva dalle preghiere dei passeggeri dell'aereo per la sua sopravvivenza. Questo fa sì che Luo torni in sé e i due si riconciliano. In seguito, la popolarità di Cyan raggiunge nuove vette, diventando il settimo eroe in classifica; l'incidente ha anche fatto sì che il pubblico venisse a conoscenza dell'esistenza del potere della Paura. |                |         |
| 11 | La strada verso la corona 「頂への路」 - Itadaki e no michi – "La strada verso la vetta" | 15 giugno 2025 |         |
| 11 | La figlia di Zhen, Liu Yuwei, è una bambina prodigio che, durante la sua laurea all'età di quattordici anni, annuncia la sua intenzione di diventare l'eroina numero uno e di cambiare l'attuale sistema di Trust. Quattro anni dopo, ha firmato un accordo con DOS ed è ora la più giovane eroina ad aver mai raggiunto la top 10, con il pubblico che la soprannomina "Queen". Il suo debutto genera anche un'ondata di supporto per le eroine, permettendo alla collega Bowa, sponsorizzata da DOS, di classificarsi al primo posto. Tuttavia, Bowa sviluppa una rivalità con Queen dopo che il CEO di DOS le suggerisce di permettere a quest'ultima di prendere il suo titolo, sebbene Queen stessa voglia guadagnarselo lealmente. Altri due anni dopo, Queen partecipa al torneo biennale delle eroine. Mentre ci si aspettava un incontro tra Queen e Bowa, un misterioso eroe arriva e travolge la concorrenza, sconfiggendoli entrambi con facilità. In seguito, di fronte al fallimento per la prima volta, Queen cade in depressione mentre Bowa inizia a soccombere al potere della Paura. |                |         |
| 12 | La caduta di una stella 「凋落の星」 - Chōraku no hoshi – "Stella caduta" | 22 giugno 2025 |         |
| 12 | Queen si risveglia dalla depressione dopo aver appreso della controversia che circonda la sua socia, Cyan, che la porta a elaborare il piano per recuperare la scatola nera dell'aereo. Poco dopo, Queen inizia a lavorare più duramente che mai, tornando ai suoi doveri di eroina. Al contrario, Bowa diventa un cattivo potenziato dalla Paura, illudendosi che l'ascesa di Queen derivi esclusivamente dai legami di Zhen con Mickey. Due anni dopo, la notte prima del 19° Torneo degli Eroi, Bowa tende un'imboscata a Queen per eliminare la sua avversaria, nonostante non possa partecipare perché uscita dalla top ten. Alla fine, dopo una feroce battaglia, Bowa viene sconfitto e arrestato. Sfortunatamente, anche Queen rimane ferita e perde i sensi per diversi giorni, perdendo così il torneo, che X vince ancora una volta. Sebbene Queen sia devastata, Cyan la conforta e le dice di smetterla di lavorare troppo. L'anno successivo, Queen è completamente guarita, ma Mickey la costringe a una vacanza, che lei accetta. Tuttavia, durante un giro con Cyan, si imbatte nei loro colleghi Little Johnny e Big Jonny, quest'ultimo trasformato in un mostro che sta scatenando la sua furia. |                |         |
| 13 | Una ragazza tosta 「タフガール」 - Tafu Gāru – "Ragazza tosta" | 29 giugno 2025 |         |
| 13 | Dopo aver ascoltato per caso il discorso di laurea di Queen da bambina, la geniale meccanica Luo Li ha coltivato l'aspirazione di diventare un'eroina. Sfortunatamente, a causa del suo aspetto carino che non corrisponde allo stereotipo, nessuno la prende sul serio, impedendole di ottenere Valore di Fiducia. Non volendo cambiare il suo aspetto, costruisce una tuta meccanica per camuffarsi. Tuttavia, quando il suo casco si stacca accidentalmente e viene definita "carina" da una ragazza che ha salvato da un presunto stalker, raggiunge il limite e sta per arrendersi. Fortunatamente, suo padre scienziato riconosce il suo talento e le fa lavorare sotto la sua guida presso l'azienda di ingegneria Glimmer Lab. Lì, Li si riunisce con la ragazza che ha salvato, Wang Nuonuo, e stringe un legame con lei grazie alle loro esperienze simili, mentre lavorano insieme per perfezionare la tuta della prima; nonostante la sua laurea in elettronica, Nuonuo era stata relegata a receptionist a causa del suo genere, finché il padre di Li non l'ha riassegnata. Tuttavia, il laboratorio viene poi attaccato dall'ex eroe di prima categoria diventato cattivo DJ Shindig. |                |         |
| 14 | Contrattacco improvvisato 「カウンターアタック」 - Kauntāatakku – "Contrattacco" | 6 luglio 2025  |         |
| 14 | L'obiettivo di Shindig si rivela essere un contenitore contenente il potere della Paura su cui il Glimmer Lab sta conducendo esperimenti. Tuttavia, viene affrontato da Nuonuo, che lo scambia per il suo stalker, e da Loli con la sua tuta potenziata. Ne consegue uno scontro, in cui Loli getta Shindig nel contenitore della Paura, facendo sì che la sostanza si liberi e lo corrompa. Il padre di Loli arriva quindi con una squadra di pronto intervento guidata dall'eroe GhostBlade. Tuttavia, nonostante contengano la Paura, Shindig riesce a fuggire. Vedendo che Loli non è influenzata dalla Paura, suo padre si rende conto che il metallo della sua tuta è resistente ad essa. In seguito, il padre di Loli si presenta all'organismo di controllo delle agenzie degli eroi, la Commissione per gli Affari degli Eroi, dove rivela che il metallo è stato recuperato da un UFO precipitato e chiede il permesso di indagare sul velivolo, che gli viene concesso. Altrove, Shindig fugge dal suo benefattore, la Spotlight Organization, e gli viene assegnata una nuova missione. |                |         |
| 15 | Disturbo motivo-affettivo 「感情失調症」 - Kanjō shitchōshō – "Atassia affettiva" | 13 luglio 2025 |         |
| 15 | Fin da piccolo, Wang Yi ha sofferto di disturbo antisociale di personalità. Tuttavia, il suo atteggiamento silenzioso lo faceva considerare "figo", rendendolo muto a causa del sistema di Trust. Alla fine fu notato da Mighty Glory, prendendo il nome di "Ghostblade", e il suo lavoro da eroe consisteva principalmente nell'assassinare criminali ed eroi disonesti, tra cui l'ex eroe di primo grado Ah Sheng. Durante una missione, salvò una ragazza, Zhang Lan, che era socialmente inetta quanto lui, e presto si sposarono. Tuttavia, Lan cambiò dopo la nascita della loro figlia, Nuonuo, desiderando che Ghostblade smettesse di essere un eroe e mettesse su famiglia con lei. Sfortunatamente, non ci riuscì, costringendola a divorziare e a portare Nuonuo con sé. Incapace di stare con Nuonuo in modo convenzionale, Ghostblade la seguì da vicino durante la sua crescita, fino all'età adulta, essendo lui stesso lo "stalker" da cui Loli l'aveva "salvata". Dopo l'incidente al Glimmer Lab, Nuonuo viene a sapere che insieme agli altri testimoni dovrà accompagnare il padre di Loli al luogo dell'incidente UFO; si offre volontario per accompagnarlo come guardia del corpo. |                |         |
| 16 | La cura 「良薬」 - Ryōyaku – "Buona medicina" | 20 luglio 2025 |         |
| 16 | Un team di ricerca composto da Ghostblade, Nuonuo, Loli, il padre di Loli, l'eroe di DOS Little Johnny e il suo animale domestico Big Johnny si reca sul luogo dell'incidente UFO. Sfortunatamente, sorgono complicazioni quando Loli deduce che Ghostblade è lo "stalker" di Nuonuo, il che porta tutti a esprimere i propri sentimenti durante il campeggio. Tuttavia, Ghostblade si rende conto che qualcosa non va e scopre di essere stati seguiti da Shindig, che è stato potenziato da Fear e sta rendendo tutti eccessivamente emotivi. Ghostblade procede a combattere e uccidere Shindig con facilità, sebbene questo lo faccia infettare dal potere di Fear stesso. In seguito, Nuonuo trova il diario di Ghostblade e apprende da esso che lui è suo padre, mentre Loli si rende conto che i Johnny sono scomparsi. Altrove, Cyan viene contattata da Queen in merito alla loro imminente vacanza insieme. |                |         |
| 17 | Danzatrici bianche 「白婉花」 - Shirayaneka – "Fiore bianco" | 27 luglio 2025 |         |
| 17 | Molti anni fa, durante una missione per esplorare l'UFO precipitato, l'eroe di prima categoria Ah Sheng cattura un alieno dalle sembianze animali. Temendo che altrimenti sarebbe stato oggetto di esperimenti, lo porta a casa con sé, con il risultato che suo figlio, Little Johnny, prende la creatura come animale domestico e la chiama Big Johnny. Dopo la morte della moglie per una malattia terminale, Sheng si ritira da eroe e si trasferisce in campagna con Little Johnny e Big Johnny. Lì, vivono tranquillamente come una famiglia, con i Johnnies che si allenano per diventare eroi come Sheng quando saranno cresciuti. Tre anni dopo, ricevono improvvisamente la visita del vecchio collega di Sheng, l'attuale eroe di prima categoria Vortex, che gli chiede di uscire dalla pensione, ma lui rifiuta. Quella notte, i Johnnies trovano Sheng morto fuori casa, e Little Johnny presume impulsivamente che Vortex sia il colpevole. Sopraffatto dalla rabbia di Little Johnny, Big Johnny si trasforma in un mostro gigante e attacca un villaggio vicino, spingendo Vortex ad accorrere in aiuto degli abitanti, sotto gli occhi del vero assassino di Sheng, Ghostblade. |                |         |
| 18 | La fiamma che si è spenta 「消えゆく火」 - Kie yuku hi – "Fuoco che non svanisce" | 3 agosto 2025  |         |
| 18 | Big Johnny alla fine sconfisse Vortex, anche se fortunatamente arrivò Little Johnny e lo calmò. In seguito, la notizia che Little Johnny aveva "addomesticato" Big Johnny si diffuse, facendo schizzare alle stelle il suo Valore di Fiducia, e vennero individuati dall'agenzia di eroi FOMO. In seguito, Little Johnny giurò di diventare l'eroe numero uno e di far rivelare a Vortex ciò che sapeva sulla morte di suo padre. Tuttavia, Vortex morì in seguito nello stesso incidente aereo che lasciò orfano Cyan. Nel presente, dopo l'attacco al Glimmer Lab, il CEO di FOMO, Zack, assegna i Johnnies come sicurezza per il team di ricerca sugli UFO. Nel frattempo, Mickey ha una conversazione con Zheng, rivelando che la Spotlight Organization lavora per DOS, di cui Zheng è il leader, e che anche TREEMAN ha condotto esperimenti sulla Paura. Interessato all'UFO, Mickey invia Queen nella zona con la scusa di una vacanza. Tornato con i Johnnies, durante l'attacco di Shindig, Big Johnny scappa dopo aver percepito qualcosa, e Little Johnny lo segue. Ciò li porta a scoprire le conseguenze dello scontro tra Ghostblade e Shindig, e Little Johnny riconosce che si tratta dell'opera dell'assassino di suo padre. |                |         |
| 19 | Infrangendo l'equilibrio 「均衡崩壊」 - Kinkō hōkai – "Crollo dell'equilibrio" | 10 agosto 2025 |         |
| 19 | Il giorno dopo l'attacco di Shindig, mentre il team di ricerca si riprende, Little Johnny inizia a sospettare di Ghostblade. Proseguendo il viaggio, la squadra raggiunge il relitto dell'UFO e inizia a scavare quando Big Johnny improvvisamente corre dentro, con Little Johnny e Ghostblade all'inseguimento. All'insaputa degli altri, Ghostblade ha ricevuto una missione segreta dal suo superiore, Rock, per uccidere Little Johnny e recuperare Big Johnny. Tuttavia, perde l'occasione quando lui e i Johnny scoprono una stanza che apparentemente un tempo ospitava passeggeri alieni. Proprio in quel momento, i due vengono attaccati da E-Soul, che era stato inviato per ucciderli tutti da Rock, poiché quest'ultimo sospettava che Ghostblade avesse scoperto che il movente assegnatogli per l'assassinio di Sheng – creare illegalmente la vita usando i suoi poteri – era una bufala. Altrove, Nuonuo e il padre di Loli esplorano l'UFO quando incontrano Nice, che attacca dopo aver rivelato che i suoi superiori lo avevano mandato a sbarazzarsi del team di ricerca, ma viene fermato dal tempestivo arrivo di Loli. |                |         |
| 20 | L'incidente alle rovine 「廃墟事件」 - Haikyo jiken – "L'incidente delle rovine" | 17 agosto 2025 |         |
| 20 | Mickey si avvicina a Shand e propone un'alleanza per incolpare Rock degli eventi dell'UFO, che quest'ultimo sa essere stato l'artefice dell'omicidio di suo figlio, Chao. All'UFO, Loli tiene a bada Nice mentre suo padre e Nuonuo fuggono, riuscendo infine a sfuggirgli. Tuttavia, viene poi raggiunta da un gruppo di uomini vestiti di scuro – il risultato degli esperimenti di Shand sulla Paura – che hanno ucciso suo padre insieme agli altri membri del team di ricerca; Loli li sconfigge tutti, ma Nice la raggiunge. Nel frattempo, E-Soul sconfigge Ghostblade e Little Johnny, facendo impazzire Big Johnny e distruggendo l'UFO. Fortunatamente, Queen e Cyan giungono, attirati dalla confusione, e la prima sottomette tutti da sola, ponendo fine alla battaglia. In seguito, il 20° Torneo degli Eroi viene annullato, X rimane l'eroe migliore, Loli diventa la sesta eroina in classifica dopo essere stata scoperta dalla FOMO, Ghostblade si dimette da Mighty Glory e Nuonuo finisce in coma. Altrove, Rock, che si rivela essere un adoratore di Zero, l'eroe originale, corrotto dalla Paura e che ha quasi distrutto il mondo, continua i suoi piani insieme all'eroe Dragon Boy. |                |         |